# فيكارا
فيكارا (بالإيطالية: Ficarra)‏ هي بلدية في مقاطعة ميسينا في صقلية الإيطالية.

## السكان
في سنة 1861 بلغ عدد السكان 2٬291 نسمة، وتطور العدد ليصل في سنة 2011 لـ 1٬566 نسمة.
يظهر هذا المخطط البياني تطور النمو السكاني لـ فيكارا

## توأمة
لفيكارا اتفاقيات توأمة مع:
- فيدجيفانو